# Нижние Поляны
Нижние Поляны — село в Белинском районе Пензенской области России. Входит в состав Камынинского сельсовета.

## География
Расположено в 7 км к юго-востоку от села Камынино, на правом берегу реки Большой Чембар.

## Население
| 1926 | 1930  | 1955 | 1959 | 1979 | 1989 | 1996 |
| ---- | ----- | ---- | ---- | ---- | ---- | ---- |
| 1410 | ↘1262 | ↘519 | ↘352 | ↘293 | ↘184 | ↘180 |
| 2002 | 2010  |      |      |      |      |      |
| ↗182 | ↘171  |      |      |      |      |      |

## История
Основано в 1-й четверти XX века, путем обособления правобережной части бывшего села Поляны. С 1923 по 2010 год в составе Верхнеполянского сельсовета.